# オスウィーゴ湖
オスウィーゴ湖（オスウィーゴこ、英語: Oswego Lake）はアメリカ合衆国オレゴン州クラカマス郡にある湖で、水域全体がレイク・オスウィーゴ市内にある。この湖がある場所は元々テュアラティン川の河跡だったが、コンクリート製の堰堤が建設されてその面積が1.747平方キロメートル (431.7エーカー) に拡大し有様が顕著に変化した。アメリカ地質調査所 (USGS) はこの湖の正式名称を“Lake Oswego”と記録し、人工的に拡大されたため「貯水池」と分類している。ただし、自治体の名称と紛らわしいので通常は“Oswego Lake”と呼ばれている。

## 地質史
湖のある場所は、かつてテュアラティン川が流下しており、河床の玄武岩を浸食しながらウィラメット川に注ぎ込んでいた。やがてテュアラティン川は河川争奪により流路が変わり、オスウィーゴの流域は上流を失った。
およそ1万5000年前から1万3000年前にかけて、ミズーラ湖を形成していた氷河が崩壊してミズーラ洪水が発生し、大量の水がコロンビア川を流れ下ってウィラメット川を遡った。濁流に覆われたオスウィーゴの河跡でコルク渦が発生し水面下で浸食を引き起こした結果、天然の湖が誕生した。削り取られた岩塊は渦の働きによって1キロメートル以上も離れた現在のダーラムやテュアラティンまで運ばれ、長年にわたって砕石場として扱われていた。

## 歴史

### 入植初期
この湖は野生のハクチョウが生息していたことから、一部のネイティブ・アメリカンに“Waluga”（ハクチョウの意）と呼ばれていた。19世紀中葉にヨーロッパから到来した入植者は、この湖に豊富に生息していた魚種にちなんで「サッカー湖」“Sucker Lake”と名付けた。1847年、湖から流れ出てウィラメット川に注ぎ込むサッカー川の河畔にアルバート・アロンゾ・ダーラムが製材所を建設した。彼は1850年にこの場所で初めて供与地請求を行って地所を取得し、ニューヨーク州オスウェゴにちなんで「オスウィーゴ」と命名した（綴りは同じ）。

### 製鉄業

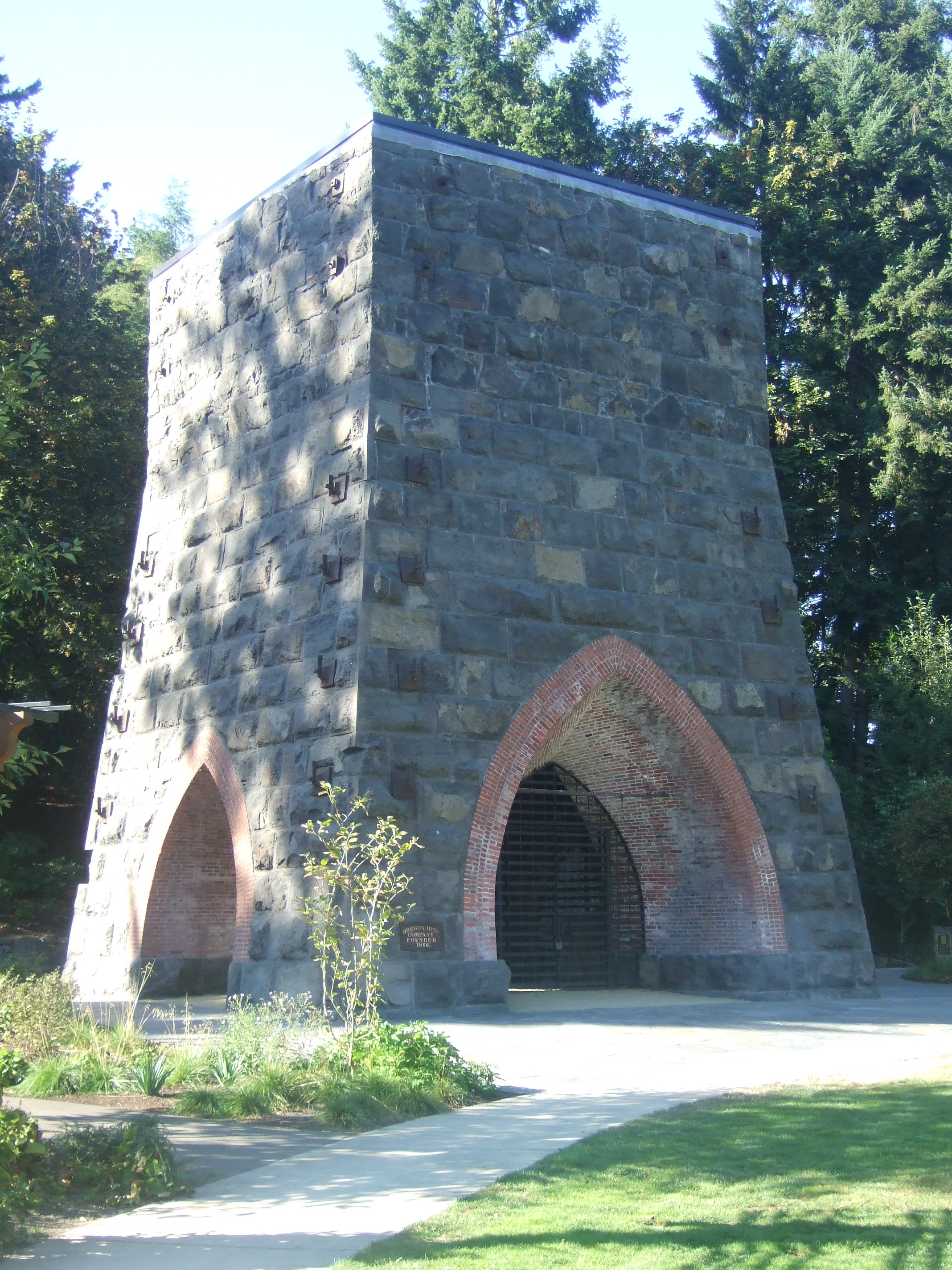
レイク・オスウィーゴのジョージ・ロジャース公園に残るオレゴン製鉄の炉跡

1865年、周辺地域で豊富に産出する鉄鉱石をオスウィーゴで製鉄することで、この町を地域の工業の中心とすることを目的にオレゴン製鉄が設立された。同社は炉を加熱するために必要な木炭を製造する目的で、オスウィーゴ周辺の豊富な森林資源を獲得するために、湖周辺の丘陵地も含めたオスウィーゴの地所全体を買収した。1886年にポートランドから狭軌の鉄道路線が開通したことも相まって、町の人口は急増した。オレゴンの製鉄産業は1890年にピークを迎えたが、より安価なコークスを燃料とした鉄鋼所が勃興したことにより、20世紀初頭までにほぼ壊滅した。

### 湖の拡張

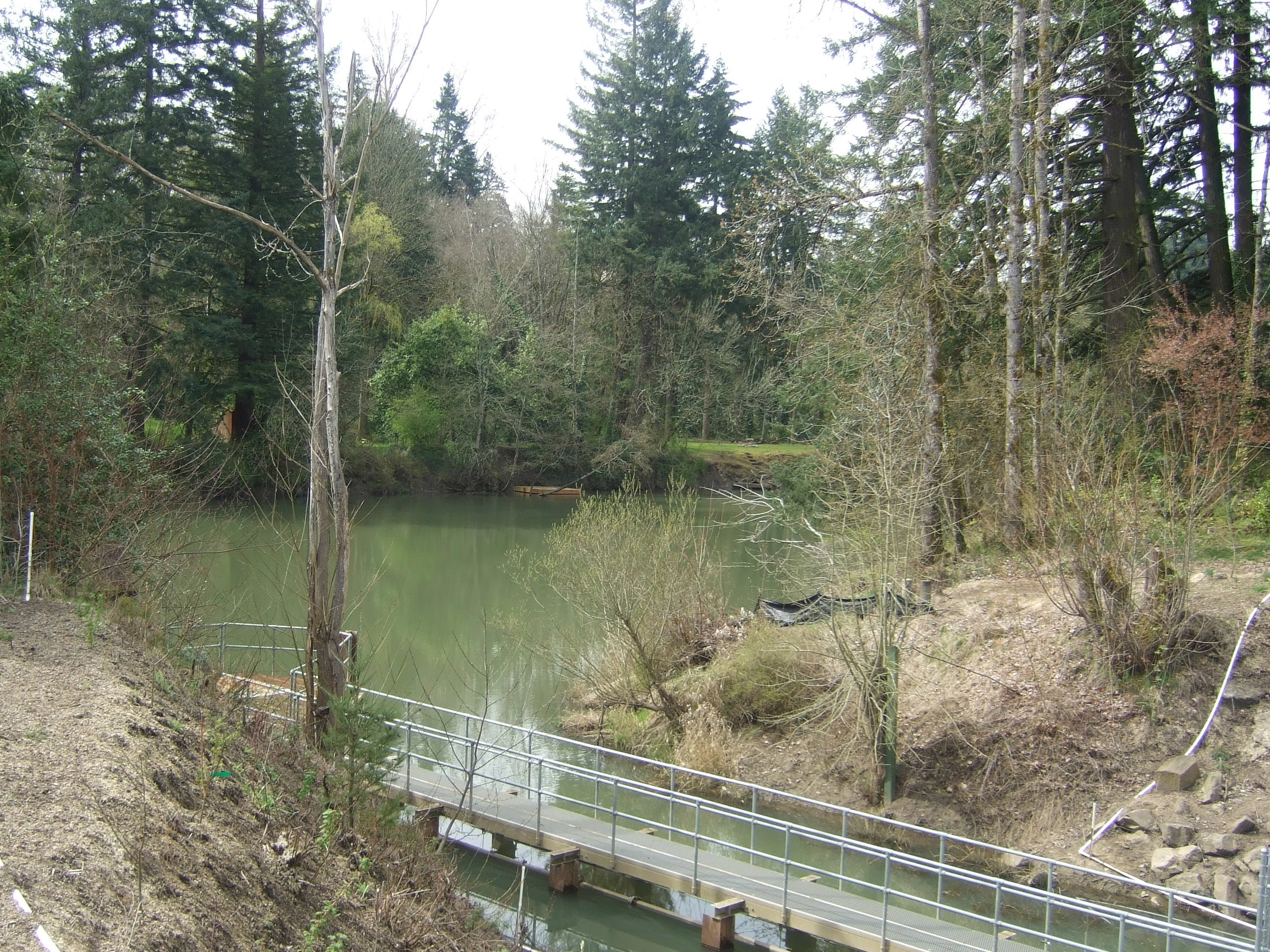
当時のサッカー湖とテュアラティン川を接続するため、1872年に建設されたレイク・オスウィーゴ運河

1871年、テュアラティン・リバー・ナビゲーション・アンド・マニュファクチャリング社がテュアラティン川とウィラメット川を接続する水路の建設を開始した。同社の計画では2つの運河の建設が予定され、一つ目は湖とテュアラティン川とを結んで精錬所へのアクセス・ルートを確保するためで、二つ目は閘門を設けてサッカー川経由でウィラメット川と接続するためであった。最初の運河は1872年に開通した。しかし、水位が確保できず、通り初めは外輪船オンワードによる1873年1月21日まで待つこととなった。1873年にウィラメット滝閘門が完成し、ウィラメット滝での積替・乗換無しにウィラメット川を通しての航行が可能となった。それに比べテュアラティン川の航行は難度が高く、結果として2つ目の運河建設計画は撤回された。
サッカー川が流れ出る湖口で水力発電目的に複数の木造ダムが1860年に建設された。しかし木製では冬の洪水に耐えられず数年と持たずに倒壊してしまうため、1921年にコンクリート製ダムが建設された。これにより電力供給が安定しただけでなく、湖の水位調整も可能となった。水位は以前より数メートル高く保たれ、湖岸に放置され景観を棄損していた乱伐の名残である切株が湖底に沈み、湖は見目美しく変貌した。
それまで使用されてきた「サッカー湖」という名称は移住を募るうえで魅力に欠ける、と考えたオスウィーゴのコミュニティは改名に乗り出した。当初は「テュアラティン湖」という名称が俎上に上がったが、1913年にアメリカ地名委員会は「オスウィーゴ湖」(Oswego Lake) への改名を公式に承認した。1961年、アメリカ地質調査所は湖の名称を“Lake Oswego”へ改名したが、都市名との混用を防ぐために依然として旧称が通用している。
1928年、湖に隣接していたダッグ池という湿原が氾濫し、その対処のために水路を掘削して湖と接続したことにより現在のレイクウッド湾が誕生した。これにより、開通したばかりのパシフィック・ハイウェイ（現在のオレゴン州道43号線）の沿線で、湖に面した住宅地の造成が新たに可能となった。

### 土地開発

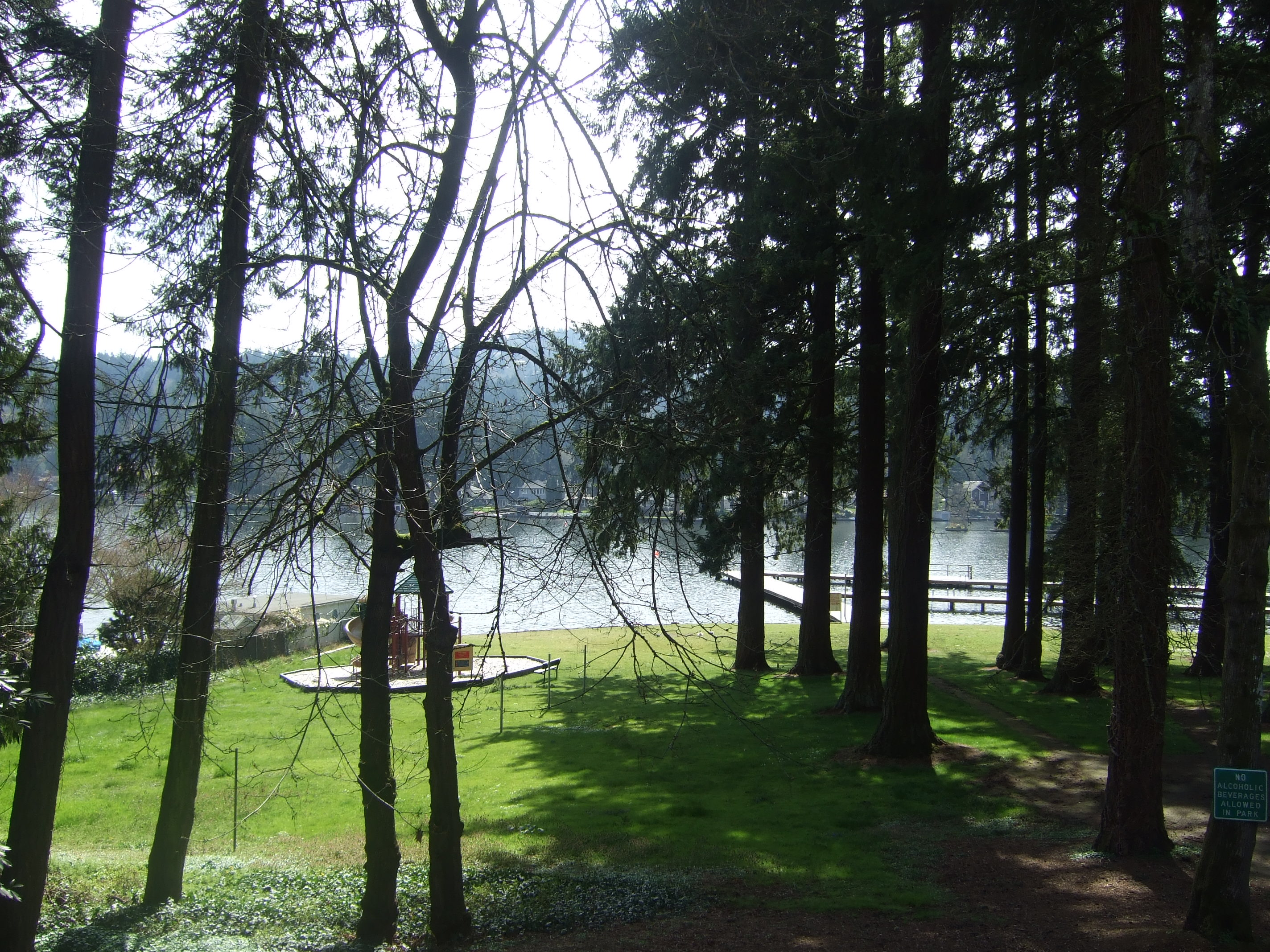
オスウィーゴ湖の北岸にあるレイク・グローブ遊泳公園。湖にはこういった遊泳施設を設けた公園が複数ヵ所ある。

製鉄産業の衰退に伴い、オレゴン鉄鋼と改名した同社は湖を囲むおよそ93平方キロメートル (23,000エーカー) の土地開発に着手した。オスウィーゴの町が法人化する前年の1909年に会社は発電所を建設した。オレゴン鉄鋼社長のウィリアム・M・ラッド（オレゴン製鉄の初期投資家であり元ポートランド市長ウィリアム・S・ラッドの子息）は、ラッド・エステート社を設立して鉄の街を湖畔に広がる高級保養地へと変貌させた。
1924年、ポール・マーフィーがオスウィーゴ・レイク・カントリー・クラブを開設し、オスウィーゴを「遊びながら暮らせるところ」と宣伝した。ポール・マーフィー社は1940年にラッドの会社に代わってオレゴン鉄鋼による土地開発の請負業者となり、その翌年にオレゴン鉄鋼はレイク・オスウィーゴ・コーポレーションを設立した。同社は現在も湖を囲う地所の所有権を有しており、実質的な湖の所有者である。1960年、オレゴン鉄鋼は廃業に先立ってダムと発電所を同社に譲渡した。
湖岸の借地権は数を絞って設定されているため、依然として高級保養地としての価値を保持しており、建築学的に重要な建物も数多く残されている。その一つとしてカール・C・ジャンセン邸があり、アメリカ合衆国国家歴史登録財に登録されている。チューダー復古様式の邸宅で、1930年にジャンセン水着会社の創業者によって湖北岸の島に建てられた。湖畔にはこれ以外にもリチャード・サンデリーフやヴァン・エヴェラ・ベイリーなど、ポートランドで著名な建築家の手による建物が残されている。

## 湖の所有権と利用権

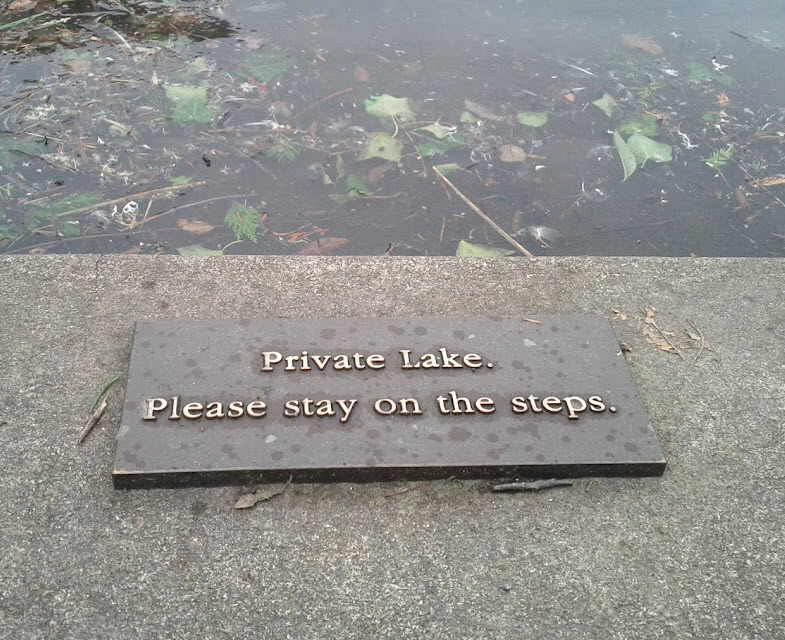
レイク・オスウィーゴのミレニアム・プラザ公園にある、湖が私有地であることを主張する標識

レイク・オスウィーゴ・コーポレーションが湖を所有し、湖の利用を制限する権利を有するという解釈が数十年にわたってまかり通っていたが、2010年代になって州政府および地元警察は、湖を公共物とみなし湖の利用者を法的に訴追する意思はないことを明らかにした。2012年時点で、地元の法執行機関は、湖面は公共の財産であり、湖で水泳やボートで楽しむ市民ではなくそれを阻害しようとする会社の警備パトロールを不当拘束で訴追する可能性が高いと明言している。
水域を管理するために、会社は「立ち入り禁止」の標識を立て、様々な管理上のハードルをクリアする選ばれた個人に対してのみ立ち入り許可証を発行していた。また会社は、ボート及び操船者の免許、安全管理、水質に関して規制を行っているが、実際には拘束力が存在しない可能性がある。湖の周囲に広がる地所のほとんどは私有地であり、湖畔にある公園についてもレイク・オスウィーゴ市議会が満場一致で公園からの湖への立ち入りを禁止する条例を可決したため、会社の課している規制に対してその有効性を試すことができたものはほとんどいなかった。
会社による湖面への立ち入り制限の可否については幾度も疑問視されてきた。オレゴン州内の航行可能な水路の使用に関する公衆の権利について2005年に行われた州司法長官の談話によると、水域は公有であるが湖底は会社の株主が所有しており、その中には690名の湖畔の土地所有者と20ヵ所の湖畔に係る地役権協会所属の515世帯が含まれる。
これについて会社側は、連邦政府の1976年水資源開発法ではオスウィーゴ湖について明確に航行不可能と分類されていることを取り上げ、州法務長官のいう「航行可能な水路」には当たらず適応外と主張した。さらにこの湖は人工的に拡張された発電用貯水池であり、天然の水域ではないといった主張も繰り広げている。
2012年5月、レイク・オスウィーゴ市による湖への一般人の立ち入り制限撤回を求めて連邦提訴が行われた。この訴訟に対し連邦裁判所は10月、湖に対する推定的所有権をオレゴン州が有するため、この訴訟の管轄はオレゴン州に帰属すると判示し却下を申し渡した。原告は2012年11月にオレゴン州下級裁判所へ再提訴を行い、裁判官は市が立ち入りを制限する権限を有すると判決を下した。2017年オレゴン州控訴裁判所は下級裁の判決を支持した。原告は州最高裁へ上告し、湖面の公共性と市によるアクセス制限の可否について審議に入った。
2019年8月、州最高裁は本件について、「オスウィーゴ湖が州により公共のために保全している航行可能な水路の一部である場合、州ならびに市によって隣接する公園から湖面への侵入を市民に対し制限することはできない」と、原告と市側双方に利点のある判決を下し、控訴裁へ差し戻した。2022年4月、クラカマス郡巡回裁判所はオレゴン州設立時点で湖が航行可能であったため、公共信託法理の対象となるという、原告有利な判決を下した。
裁判の第2段階は2024年11月に結審し、市の規則は違法であり、湖への公共アクセスを可能とすべく措置を講ずる必要があるとの判決が下された。これを受けて会社側は控訴の意思を示した。2025年3月には、公共アクセスを妨げる障壁を4か月以内に撤去するよう判事から命令が出ている。同月の後半にレイク・オスウィーゴ市議会は、会社による控訴に同調しないことを決議し、判決に従って障壁の撤去と湖岸へのアクセスに係る安全規則を制定する意向を示した。

## 湖の管理

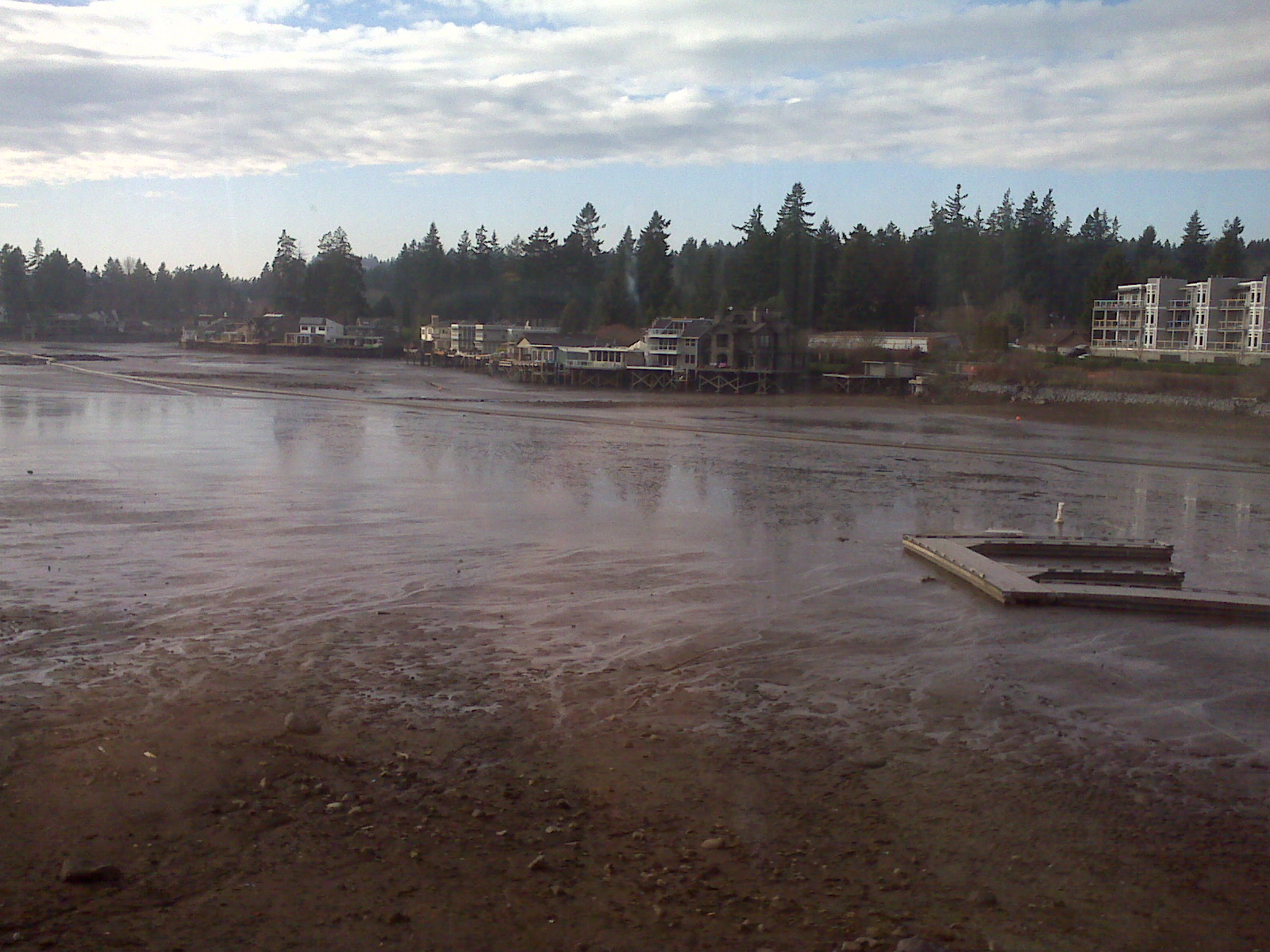
2010年～2011年にかけて実施された水位低下時のレイクウッド湾

レイク・オスウィーゴ・コーポレーションは、湖畔の地権者が桟橋やボートハウスの修理などを行えるよう、定期的にダムの水門を開放して湖の水位を下げている。2010年9月、湖を横断する老朽化した下水管の交換を目的に、湖の水位がおよそ7.3メートル (24 ft) まで下げられた。これは1962年に最初の下水管が設置されて以来最も低い水位であった。この状態は2011年の夏まで継続された。近年、燐を豊富に含む芝生用肥料の流入による、藻類の大繁殖が問題となっている。

### 書籍
- Johnson, Daniel M.『Atlas of Oregon Lakes』Oregon State University Press、1985年6月、114頁。ISBN 0-87071-343-4。
- Fulton, Ann『Iron, Wood & Water: An Illustrated History of Lake Oswego』Historical Publishing Network and the Oswego Heritage Council、San Antonio, Texas、2002年。ISBN 1-893619-26-5。
- Corning, Howard McKinley『Willamette Landings』（3rd）Oregon Historical Society、Portland, Oregon、2004年、195頁。ISBN 0-87595-042-6。

### 報告書
- 『Feature Detail Report for: Lake Oswego』（レポート）United States Geological Survey。2012年2月6日閲覧。

### ニュース
- Schouten, Hank「"Lake Oswego" lochs up first place in name game」『The Oregonian』1984年5月29日、1MS。
- Cizmar, Martin「Lake Affront」『Willamette Week（英語版）』2012年3月7日。2012年3月9日閲覧。
- Goetze, Janet「Big new homes lack grace of the past, says architect」『The Oregonian』2008年2月2日。2008年4月2日閲覧。
- Bailey Jr., Everton「Lake Oswego approves new park rules banning lake entry from city-owned property」『The Oregonian』2012年4月3日。2012年5月14日閲覧。
- Amick, Steven (1 October 1982). “One voice raised against Oswego Lake deregulation”. The Oregonian. p. B1.
- 「Fishing at Oswego」『The Oregonian』1946年8月15日、B1。
- Jaquiss, Nigel [英語版] (27 April 2005). “Lake O-be-gone”. Willamette Week. 2009年1月8日時点のオリジナルよりアーカイブ. 2017年11月5日閲覧.
- Murphey, Kara Hansen「Oswego Lake access is focus of group」『Lake Oswego Review（英語版）』2012年1月12日。2013年4月20日閲覧。
- Bailey Jr., Everton「Lake Oswego residents, critics spar over public access to 415-acre lake」『The Oregonian』2012年2月12日。2012年2月12日閲覧。
- Murphey, Kara Hansen「Oswego Lake: It is private — or is it?」『Portland Tribune（英語版）』2012年2月23日。2013年4月20日閲覧。
- Thomas, Doug「Oswego Lake portrayed wrongly」『Lake Oswego Review』2011年10月20日。2013年4月20日閲覧。
- Cizmar, Martin「Oswego Lake Access Issue Heads to Federal Court」『Willamette Week』2012年5月24日。2012年5月24日閲覧。
- Harbarger, Molly「Oswego Lake access suit plaintiffs plan to file in state court after dismissed by federal court」『The Oregonian』2012年10月12日。2012年12月18日閲覧。
- Cizmar, Martin「Oswego Lake Lawsuit Now in State Court」『Willamette Week』2012年5月24日。オリジナルの2013年7月6日時点におけるアーカイブ。2012年12月18日閲覧。
- Runquist, Justin「Judge sides with city in lawsuit over public access to Oswego Lake」『The Oregonian』2014年1月10日。2014年1月16日閲覧。
- Bamesberger, Michael「Oswego Lake access lawsuit heading back before judge」『The Oregonian』2014年4月25日。2014年7月18日閲覧。
- Sorenson, Saundra「Oswego Lake lawsuit appeal adds some 'friends'」『Lake Oswego Review』2014年7月17日。2014年7月18日閲覧。
- Bailey, Everton「Oregon Court of Appeals upholds Oswego Lake public access ban」『The Oregonian』2017年5月4日。2017年8月13日閲覧。
- Bailey, Everton「Duo aim to bring fight over Oswego Lake public access to Oregon Supreme Court」『The Oregonian』2017年5月8日。2017年8月13日閲覧。
- Cizmar, Martin「Meet the Heroes Suing to Free Oswego Lake, the Portland Area's Forbidden Paradise」『Willamette Week』2017年6月13日。2017年8月13日閲覧。
- Bailey Jr., Everton「Oregon Supreme Court says it will review public access to Oswego Lake」『The Oregonian』2017年10月6日。2017年11月15日閲覧。
- Macuk, Anthony「State Supreme Court will hear Oswego Lake access case」『Lake Oswego Review』2017年10月6日。2017年11月15日閲覧。
- Buchanan, Corey「Clackamas County court sides with petitioners wanting public access for Oswego Lake」『Lake Oswego Review』2022年4月20日。2022年4月20日閲覧。
- Tims, Dana「Drawdown under way to lower Oswego Lake」『The Oregonian』2006年10月31日。
- Newell, Cliff「Sewer project will make Oswego Lake disappear – briefly」『The Oregonian』2010年7月29日。2013年4月20日閲覧。
- Newell, Cliff「LOIS is flush with success」『Lake Oswego Review』2011年6月2日。2013年4月20日閲覧。
- Buchanan, Corey「Clackamas County judge says city’s rules preventing access to Oswego Lake are unlawful」『Lake Oswego Review』2024年11月13日。2024年11月14日閲覧。
- Wiley, Michelle、Conrad Wilson「Clackamas County judge orders city to end exclusionary practices, remove barriers to Oswego Lake」『OPB』2025年3月3日。2025年3月7日閲覧。
- Buchanan, Corey「Lake Oswego City Council votes against joining appeal of Oswego Lake ruling」『Lake Oswego Review』2025年3月31日。2025年4月2日閲覧。

### Webサイト
- “Lake Oswego”. Atlas of Oregon Lakes.   Portland State University. 2012年4月2日閲覧。
- Stephens, Patia (2001年). “Sedimental Journey”. The Montanan.   University of Montana. 2024年1月16日閲覧。
- Fulton, Ann (2022年3月3日). “Lake Oswego” (英語). Oregon Encyclopedia.  オレゴン歴史協会（英語版）. 2025年8月3日閲覧。
- “Oswego (Sucker) Lake, Lake Oswego, Oregon Waymark”.   Waymarking.com. 2008年4月2日閲覧。
- “A Brief History”.   City of Lake Oswego. 2008年4月1日時点のオリジナルよりアーカイブ。2008年4月2日閲覧。
- “Other Links: Oswego Lake”.   City of Lake Oswego. 2008年4月5日時点のオリジナルよりアーカイブ。2008年4月2日閲覧。
- Kuo, Susanna Campbell. “A Brief History of the Oregon Iron Industry”.   Oswego Heritage Council. 2008年11月19日時点のオリジナルよりアーカイブ。2008年4月2日閲覧。
- “Eight Myths Concerning Lake Oswego”.   Oswego Heritage Council. 2008年8月2日時点のオリジナルよりアーカイブ。2008年4月2日閲覧。
- Myers, Hardy (2005年4月21日). “Oregon Attorney General Opinion No. 8281”.   オレゴン州司法長官. 2012年3月12日閲覧。

## 関連記事
- オレゴン州の湖の一覧（英語版）

## 部外リンク
- レイク・オスウィーゴ市
- レイク・オスウィーゴ・コーポレーション